# 中村彰男 (ゴルファー)
中村 彰男（なかむら てるお、1952年2月19日 - ）は東京都出身のプロゴルファー。
旧名は「中村 輝夫」。

## 来歴
1979年にプロ入りし、1983年の中部オープンで2日目に63をマークして首位に立つと、鈴村照男とのプレーオフの末に初優勝を飾る。
1987年に賞金ランク34位で初のシード入りを果たし、1989年は僅か6万5000円ほどの差でシード落ちしたが、2年後の1991年に中部オープンで3度目の優勝を飾りシード復活を遂げた。
1990年のサンコーグランドサマーでは初日を植田浩史・窪田茂・加藤仁と共に69をマークして5位タイでスタートし、最終日には海老原清治・森憲二・町野治・高見和宏と並んでの6位タイに入った。
1991年の水戸グリーンオープンでは芹澤大介・坂下定夫・福沢孝秋と共に松永一成の2位タイ、1992年には静岡オープン4位タイ・ダンロップオープン5位タイ に入り、同年・1993年と富山県オープンを連覇。
1993年にはペプシ宇部興産で丸山茂樹、トッド・ハミルトン（アメリカ）に次ぐと同時に渡辺司と並んでの3位タイ、1995年には静岡オープンでブライアン・ワッツ（アメリカ）、丸山・鈴木亨に次ぐ5位に入った。
2002年からはシニア入りし、ファンケルクラシックでは高橋勝成と優勝を争い2位、続く日本プロシニアでも初日から優勝争いに加わり、陳志明（中華民国）に敗れはしたものの最終日ベストスコアの65をマークして大いに気を吐いた。賞金ランク5位でシード権を獲得し、2年目の2003年はファンケルシニア5位などで賞金ランク15位とシード権を守る。
3年目の2004年はファンケルシニア初日、5アンダーで2位に2打差をつけて単独トップに立つも2日目、最終日とスコアを伸ばすことができず3位タイに終り、シニア初優勝はならなかった。シニアツアー全試合に出場して日本プロシニア4位、キャッスルヒルオープン6位タイなど予選落ちはなく、3年連続してシード権を獲得。
2005年もシニアツアー全試合に出場して、日本プロシニア、日本シニアオープンで予選落ちしたものの、ファンケルクラシック4位タイ、アデランスウェルネスオープン5位タイと健闘し、賞金ランク18位に入った。
2007年はシード権が途切れて予選会からの出場となったが、シニアツアー6試合に出場して、ファンケルクラシックでは最終日に追い上げて5位タイ。コマツオープンでは中尾豊健、室田淳らと優勝を争って3位と健闘し、賞金ランク18位でシード権復活。
2008年は鬼ノ城シニア3位、PGA Handa Cup9位タイと2試合でベスト10入りなど予選落ちはなく全試合で賞金を獲得し、賞金ランク25位としてシード権を守る。
2009年の日本プロを最後にレギュラーツアー、2013年の日本シニアオープンを最後にシニアツアーから引退。
狭心症を患って手術したほか、大動脈弁閉鎖不全症と左心室肥大の診断を受けるなど体調が優れない中、幸い医師から「ゴルフはしても良い」と言われ、2021年には関西プロゴールドシニアに出場。最終日は前半1番、2番と連続ボギーにしたが、4番でバーディーを取り返し、前半終了時に同組の前日首位となった秋富由利夫と並んだ。インコースに入っても、バーディーチャンスを決め切れず、15番ではセカンドをミスして2mの難解なラインのパーパットが残る。その15番をパーとし、17番もパーをキープ、18番もパーとし優勝。

## 主な優勝
レギュラー
- 1983年 - 中部オープン
- 1988年 - 中部オープン
- 1991年 - 中部オープン
- 1992年 - 富山県オープン
- 1993年 - 富山県オープン
- 2007年 - 愛知県オープン

シニア
- 2004年 - 北海道シニアオープン
- 2007年 - 中部シニアオープン
- 2021年 - 関西プロゴールドシニア